# Молоде вино
Молоде вино — вино, що не повністю освітлилося, насичене вуглекислим газом природним шляхом.
Виробляється з окремих сортів винограду або їх суміші. Реалізація здійснюється за спеціальними технічними умовами у рік збору урожаю або не пізніше трьох місяців після завершення процесу бродіння сусла. Молоде вино ще не набуває тих властивостей, які мають витримані, дозрілі вина.
Відоме під різними назвами:
- бурчяк — в Словаччині;
- маджарі, мадчарі — в Грузії;
- мачар — у Вірменії;
- турбурел — в Молдові;;
- шіра або благо вино — в Болгарії;
- гейрігер — в Австрії.